# Libanon-Bernstein

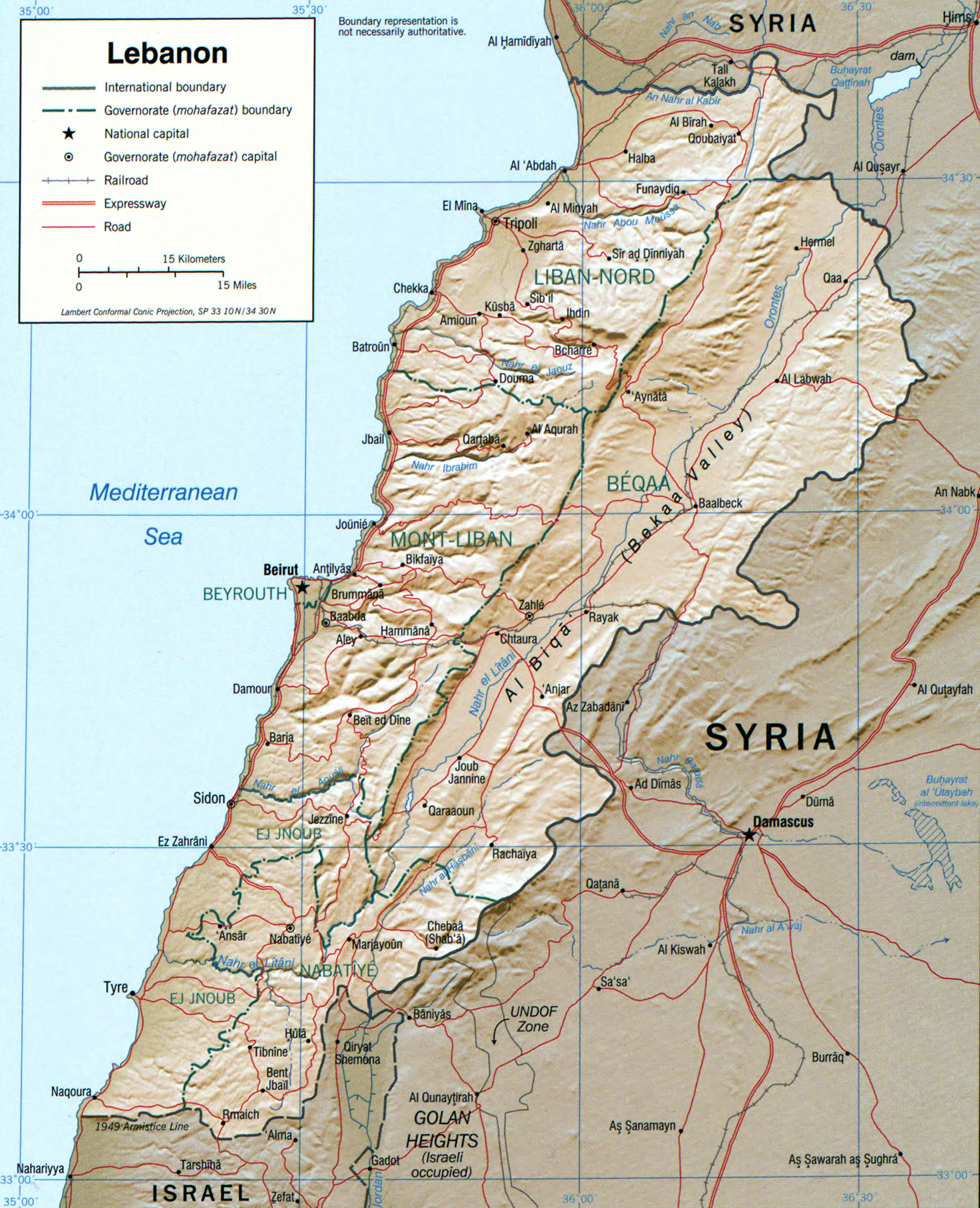
Bedeutende Bernsteinfundstellen liegen in der Umgebung von Bcharreh, Hammana und Jezzine.

Unter Libanon-Bernstein (auch Libanesischer Bernstein) wird unterkreidezeitlicher Bernstein verstanden, der vorwiegend im Libanongebirge gefunden wird. In einer Publikation aus der zweiten Hälfte des 19. Jahrhunderts ist auch der Name Libanit vorgeschlagen worden, der sich aber nicht durchgesetzt hat.

## Fundstätten und Alter des Bernsteins
Die weitaus meisten der rund 300 bekannten Fundorte befinden sich im den zentralen Libanon von Nord nach Süd durchziehenden Libanongebirge sowie im Anti-Libanon. Es wird angenommen, dass der Bernstein auf primärer Lagerstätte liegt. Die Bernstein führenden Sedimente sind ganz überwiegend unterkreidezeitlichen Alters (Valanginium bis Albium, ca. 130 bis 115 Millionen Jahre BP); einzelne Fundlagen gehören dem Kimmeridgium (Oberjura) und dem Cenomanium (unterste Stufe der Oberkreide) an. Die Bernstein führenden Formationen gehen über die Grenzen des Libanon hinaus und setzen sich zumindest im Norden Israels und an der syrischen Küste fort. Auch aus Jordanien sind gleichaltrige Vorkommen bekannt. Mitunter werden diese Bernsteinvorkommen des Vorderen Orients in ihrer Gesamtheit als Levantinischer Bernstein bezeichnet.

## Botanische Herkunft des Harzes
Sowohl botanische Einschlüsse im Bernstein selbst als auch Pflanzenfossilien in den Bernstein führenden Sedimenten deuten auf einen Harzspender aus der Familie Araucariaceae oder Cheirolepidiaceae. Untersuchungen mit modernen physikalischen Methoden (Infrarotspektroskopie und Kernspinresonanzspektroskopie) bestätigen diesen Befund im Wesentlichen.

## Verwendung des Bernsteins
Einige Autoren vertreten die Auffassung, dass bereits die Phönizier Bernstein aus dem Gebiet des heutigen Libanon und der syrischen Mittelmeerküste gekannt und mit ihm Handel betrieben haben. Da der Libanon-Bernstein sehr brüchig ist und sich daher für die Herstellung von Schmuck und kunstgewerblichen Gegenständen nicht eignet, soll er nach Bekanntwerden des Baltischen Bernsteins im Mittelmeerraum der Antike (etwa in der Zeit des 13. bis 16. vorchristlichen Jahrhunderts) durch diesen ersetzt worden und seinerseits in Vergessenheit geraten sein. Erst im 19. Jahrhundert werden die Bernsteinvorkommen in verschiedenen Berichten wieder erwähnt. Kommerziell wird der Libanon-Bernstein heute nicht genutzt.

## Wissenschaftliche Bedeutung
Erste wissenschaftliche Berichte über Bernsteinvorkommen im Libanon wurden im letzten Viertel des 19. Jahrhunderts publiziert. Der eigentliche Wert des Libanon-Bernsteins liegt in seinen sehr gut erhaltenen organischen Einschlüssen. Es handelt sich um Organismen (zumeist Arthropoden), die ein tropisches oder subtropisches und sehr feuchtes Waldgebiet im Norden des Urkontinents Gondwana bewohnten. Fossile Belege von Landbewohnern aus dieser Zeit und diesem Gebiet, insbesondere Arthropoden, sind sehr selten. Nicht wenige Taxa des Libanon-Bernsteins gehören zu den ältesten bekannten Fossilien ihrer jeweiligen Gruppe. Weniger als zwanzig der 300 bekannten Bernsteinfundstätten haben Bernsteinstücke mit organischen Einschlüssen geliefert. Von den bislang knapp 10.000 registrierten organischen Einschlüssen stammen mehr als 7.000 aus Bernstein von nur drei verstreut im Lande liegenden, aber nahezu gleichaltrigen Fundstellen (siehe Karte).